# 鲁孜峰
鲁孜峰（藏語：ལུག་རྩེ，威利转写：lug rtse，THL：Luktsé，意為「綿羊頭」）是中華人民共和國西藏自治区念青唐古拉山脉西段的一座山峰，位於拉萨市当雄县羊八井镇西部，海拔6154米。山區終年積雪，北側山勢陡峭，南側有兩條支稜分別往西南轉東南偏東方向，以及東南方延伸。主稜線往東北方接連啟孜峰，兩山峰相距約1公里，西藏登山队羊八井高山训练基地与世界上海拔最高的地热田位于此二山峰脚下。